# Allotisis furva
Allotisis furva är en skalbaggsart som beskrevs av Wang 2000. Allotisis furva ingår i släktet Allotisis och familjen långhorningar. Inga underarter finns listade i Catalogue of Life.